# NGC 7389
NGC 7389 este o galaxie situată în constelația Pegas. A fost descoperită în 27 noiembrie 1850 de către William Parsons, 3rd Earl of Rosse⁠(d). Se află la o distanță de 107,17 megaparseci de Pământ.